# Al-Ulma
Al-Ulma (arab. العلمة, fr. El Eulma) – miasto w Algierii, w prowincji Satif. W 2010 roku liczyło 146 016 mieszkańców.